# Problemas del milenio
Los problemas del milenio son siete problemas matemáticos cuya resolución sería premiada, según anunció el Clay Mathematics Institute en el año 2000, con la suma de un millón de dólares cada uno. Hasta el día de hoy, solamente uno de estos problemas ha sido resuelto, la Conjetura de Poincaré.

## Los problemas

### P versus NP
Consiste en decidir si la inclusión entre las clases de complejidad P y NP es estricta.
Las matemáticas actuales no poseen la suficiente capacidad para poder distinguir problemas de tipo P y NP, para los cuales es necesario desarrollar algoritmos bastante complejos.
El problema en sí reside en que existen problemas que no pueden resolverse en tiempo polinomial en una máquina determinista, es decir, no son abarcables. La aritmética actual tiene límites a la hora de realizar algunos cálculos que ni los ordenadores más potentes pueden realizar en un tiempo «razonable», es decir, del orden de las {\displaystyle n^{2}} o {\displaystyle n^{3}} operaciones. Sin embargo el carácter exponencial de algunos problemas hace que actualmente su tratamiento sea inviable.
Se piensa que estos problemas podrían estar relacionados con el teorema de incompletitud de Gödel. Según parece, ciertos enunciados matemáticos, entre los que se incluyen los que se refieren a cotas inferiores de tiempo de cifrado, no se pueden demostrar dentro del marco de la aritmética de Peano, que es la forma estándar de la aritmética.
Un ejemplo sería: si queremos determinar todas las formas posibles de asignar 70 personas a 70 trabajos diferentes de forma que todas las personas tengan un trabajo y ninguna plaza quede vacante, no sería difícil (para quien posea cierta base matemática) establecer la solución: 70! (setenta factorial). Sin embargo, el cálculo de este número sería equivalente a un número del orden de 10 elevado a la centésima potencia, lo que significa que ni en la edad del universo podría resolverse computacionalmente este problema.
Hoy en día el estudio de este problema se plantea como la resolución o búsqueda de los límites en la computación.

### La conjetura de Hodge
La conjetura de Hodge dice que para variedades algebraicas proyectivas, los ciclos de Hodge son una combinación lineal racional de ciclos algebraicos.

### La conjetura de Poincaré
Este es el único problema que ha sido resuelto. En topología, la esfera (o cascarón esférico) se caracteriza por ser la única superficie compacta simplemente conexa, la conjetura de Poincaré establece que esta afirmación es también válida para esferas tridimensionales.
En marzo de 2002, un matemático inglés, Martin Dunwoody, de la Universidad de Southampton, afirmaba haber resuelto este problema, pero luego se encontró un error.
El problema había sido resuelto en los casos de n > 3 por los matemáticos Michael Freedman, Steven Smale y E. C. Zeeman, pero se mantenía inaccesible, curiosamente, para n = 3.
Finalmente, el matemático ruso Grigori Perelmán dio con la solución, anunciada en 2002 y dada a conocer en 2006. La resolución de la hipótesis de Poincaré hizo que se le concediera la Medalla Fields, considerada el mayor honor al que puede aspirar un matemático en el XV Congreso Internacional de Matemáticos, premio que rechazó porque no quería convertirse en una «mascota» para el mundo de las matemáticas.

### La hipótesis de Riemann
La hipótesis de Riemann dice que todos los ceros no triviales de la función zeta de Riemann tienen parte real 1/2.

### Existencia de Yang-Mills y de la brecha de masa
En teoría cuántica de campos, la teoría de Yang-Mills, que generaliza la teoría de Maxwell del campo electromagnético, ha sido usada para describir la cromodinámica cuántica que explicaría en última instancia la estructura de protones y neutrones, así como el grado de estabilidad del núcleo atómico. Cuando se analiza una teoría de Yang-Mills desde el punto de vista de la teoría clásica de campos aparecen soluciones que viajan a la velocidad de la luz, y por tanto en su versión cuántica deben describir partículas sin masa (gluones). Sin embargo, el fenómeno conjeturado de confinamiento de carga de color únicamente permitiría estados ligados de gluones, formados por partículas masivas. Esta aparente complicación, es lo que constituye el problema de la brecha de masa, una banda prohibida de masas, es decir, explicar cómo el estado ligado parece haber adquirido masa y no permite estados sin masa. Otro aspecto relacionado es el confinamiento con libertad asintótica, por el cual es concebible la existencia de una teoría de Yang-Mills cuántica en la que no haya restricción de movimiento de los quarks a escalas de baja energía. El problema más específicamente consiste en demostrar de manera rigurosa la existencia de una teoría de Yang-Mills cuántica que puede explicar la brecha de masa.
La formulación oficial y técnica del enunciado del problema fue preparada por Arthur Jaffe y Edward Witten.

### Las ecuaciones de Navier-Stokes
Las ecuaciones de Navier-Stokes describen el movimiento de los líquidos y gases. Si bien éstas fueron formuladas en el siglo XIX, todavía no se conocen todas sus implicaciones, principalmente debido a la no linealidad de las ecuaciones y los múltiples términos acoplados. El problema consiste en progresar hacia una teoría matemática mejor sobre la dinámica de fluidos. El enunciado del problema es demostrar si a partir de unas condiciones iniciales de fluido laminar la solución del flujo para todos los instantes de tiempo es también un flujo laminar.
En 2014, el matemático kazajo Mujtarbay Otelbáyev afirmó haber encontrado la solución al problema.

### La conjetura de Birch y Swinnerton-Dyer
La conjetura de Birch y Swinnerton-Dyer trata sobre un cierto tipo de ecuación que define curvas elípticas sobre los racionales. La conjetura dice que existe una forma sencilla de saber al caso si esas ecuaciones tienen un número finito o infinito de soluciones racionales.